# 奧基普 (蘇梅區)
50°50′48″N 35°17′19″E / 50.84667°N 35.28861°E
奧基普（烏克蘭語：Окіп）是位於烏克蘭東北部的村莊，由蘇梅州蘇梅區的克拉斯诺皮利亚市镇負責管轄。該村距離烏赫羅伊迪0.5公里，海拔高度198米，2001年人口36。